# Гагарье (Варгашинский район)
Гагарье — деревня в Варгашинском районе Курганской области. Входит в состав Южного сельсовета.

## История
До 1917 года входила в состав Дубровской волости Курганского уезда Тобольской губернии. По данным на 1926 год деревня Банникова 2-я состояла из 153 хозяйств. В административном отношении входила в состав Медвежьевского сельсовета Варгашинского района Курганского округа Уральской области.

## Население
| 1912 | 1926 | 1989 | 2002 | 2010 |
| ---- | ---- | ---- | ---- | ---- |
| 602  | ↗769 | ↘59  | ↘48  | ↘36  |

По данным переписи 1926 года в деревне проживало 769 человек (358 мужчин и 411 женщин), в том числе: русские составляли 100 % населения.